# Jean-Marc Varaut
Pour les articles homonymes, voir Varaut.
 (mai 2023).
Si vous disposez d'ouvrages ou d'articles de référence ou si vous connaissez des sites web de qualité traitant du thème abordé ici, merci de compléter l'article en donnant les références utiles à sa vérifiabilité et en les liant à la section « Notes et références ».
 (mai 2023).
- Si vous ne connaissez pas le sujet, laissez ce bandeau (vous pouvez alors contacter les auteurs).
- Si vous supprimez le contenu mis en cause (vous pouvez préalablement contacter les auteurs),

argumentez précisément cette suppression dans la page de discussion
(un manque de référence n'est pas un argument ; une recherche réelle de référence doit avoir été effectuée, être formellement documentée).
Jean-Marc Varaut, né le 18 février 1933 à Neuilly-sur-Seine et mort le 26 mai 2005 à Paris 15e, est un avocat français.
Homme de droite, chrétien et monarchiste, membre de l'Académie des sciences morales et politiques, il s'illustre notamment dans les années 1960 dans la défense de militaires putschistes favorables à l'Algérie française, comme les généraux Paul Vanuxem et Maurice Challe ou le lieutenant de vaisseau Pierre Guillaume, dit « le Crabe tambour », puis en 1997-1998, dans la défense de Maurice Papon.

## Biographie

### Famille et origines
Sourd dès l'âge de quatre ans à la suite d'otites répétées, Jean-Marc Varaut est envoyé par ses parents dans une école de Villard-de-Lans pour soigner ses troubles auditifs.  Ce séjour aura lieu pendant l'Occupation, alors que ses parents vivent à Pontoise (ils vivaient auparavant à Paris) où le père de Jean-Marc est avoué.
Jean-Marc fait ses études secondaires comme externe à l’école Saint-Martin-de-France à Pontoise, tenue par les oratoriens, et est profondément imprégné par la spiritualité de son directeur, le père Pierre Dabosville. Il a comme professeur de latin et de grec le linguiste Georges Dumézil.
Royaliste, il milite au quartier latin dans les années 1950 et dirige sous le pseudonyme de Jean-Marc Dufay le journal des étudiants d’Action française (Restauration nationale) intitulé Amitiés françaises universitaires.  Il se lie à cette époque à l'écrivain Vladimir Volkoff, qu'il rencontre "en se battant ensemble contre des communistes"[réf. nécessaire] et au philosophe Pierre Boutang.
Il épouse en juillet 1956 Daphné Mellor (1934-2012) avocate, fille de l'avocat et historien Alec Mellor, qu'il avait rencontrée à la faculté de droit. Il est le père de Charles-Henri Varaut (1961-1984, membre du GUD accidentellement et prématurément décédé), de Laurence Varaut (née en 1958, haute fonctionnaire, autrice sur la spiritualité orthodoxe russe) et d'Alexandre Varaut (né en 1966, député européen notamment).

### Parcours et engagements
Avocat depuis 1956, Jean-Marc Varaut est d’abord collaborateur du bâtonnier Paul Arrighi, puis il s’associe un temps à Richard Dupuy et à Roland Dumas ayant leur cabinet 2 avenue Hoche à Paris. Il fut aussi premier secrétaire de la Conférence du Stage.
En 1965, Jean-Marc Varaut devient l’un des animateurs des Comités Tixier-Vignancour. Il rejoint les Républicains indépendants de Valéry Giscard d’Estaing et devient l’un des principaux responsables des clubs Perspectives et Réalités.
Jean-Marc Varaut contribue à l'automne 1975 à faire connaître la réalité du système soviétique et des internements psychiatriques réservés aux dissidents. S’étant rendu avec deux confrères, François Morette et Jean-Michel Pérard en URSS afin d’y rencontrer les familles de Léonide Pliouchtch, Vladimir Boukovski et Andreï Sakharov, les trois avocats se présentent à la porte de la Loubianka, sont reçus et demandent à rencontrer les prisonniers, invoquant les accords d'Helsinki. L'article de Jean-Marc Varaut, Jours noirs et nuits blanches à Moscou, paru dans Le Figaro, sera reproduit dans la presse du monde entier. Plioutch sera libéré, et Boukovski.
À la fin des années 70, il s'inscrit en philosophie à la Sorbonne (où il retrouve Pierre Boutang, titulaire de la chaire de métaphysique) et passe plusieurs diplômes, jusqu'au doctorat d'Etat en philosophie.
Dans les années 1990, Jean-Marc Varaut milite au sein de clubs libéraux tels que l’Association pour la liberté économique et le progrès social (ALEPS) de Jacques Garello, Idées-action, ou Liberalia de Bernard Cherlonneix ; il poursuit son engagement politique au Parti républicain (futur Démocratie libérale, une des composantes qui donnera naissance à l’UMP), avec son ami Alain Madelin.
Monarchiste, Jean-Marc Varaut s’implique en 1993 dans la défense de la mémoire de Louis XVI, pour le bicentenaire de sa décapitation. 
Il est directeur des études de l’Institut de droit pénal du barreau de Paris, à partir de 1989. En 1996, il est chargé par le ministère de la Justice d’une mission en vue de l’élaboration d’un code des professions judiciaires et juridiques et il est élu membre de l’Académie des sciences morales et politiques.Le joaillier italien Buccellati créera son épée d'académicien. 
Durant sa carrière il est l'avocat, entre autres, de Maurice Papon, de François Léotard, de Michel Droit, du général Maurice Challe, du lieutenant de vaisseau Guillaume, dit le Crabe-Tambour ou encore  de Raymond Vulliez, tycoon de l'immobilier parisien.  
En 2002, il est candidat infructueux à l'Académie française.
Jean-Marc Varaut meurt à la Maison médicale Jeanne-Garnier située dans le 15e arrondissement de Paris, le 26 mai 2005 des suites d’un cancer. Ses obsèques en l’église Saint-Eustache réuniront presque un millier de personnes. De nombreuses personnalités y assistent dont son ami Roland Dumas ainsi que des écrivains tels Jean d'Ormesson, Hélène Carrère d’Encausse, secrétaire perpétuel de l'Académie française, Geneviève Dormann, Gabriel Matzneff, des hommes politiques comme Philippe de Villiers, Jean-Marie Le Pen, dont Varaut avait été l’avocat, ou François Bayrou et aussi nombre d’avocats comme Jean-Denis Bredin, Arnaud Montebourg,  Thierry Lévy ou encore Jacques Vergès. Bien que catholique, il est enterré à Nassandres, en Normandie, selon les rites de l'Église orthodoxe par Mgr Joseph, évêque roumain à Paris.

### Hommages
Préfaçant son ouvrage posthume Un avocat pour l’Histoire : Mémoires interrompus, 1933-2005 publié en 2007, Roland Dumas lui rend l'hommage d'un confrère : « J'ai eu la joie de connaître Jean-Marc Varaut qui fut un avocat sans pareil, digne des plus grands, de ceux qui ont illustré l'histoire de France. ».
Pour l'ancien bâtonnier de l'ordre des avocats de Paris Jean-René Farthouat : « Il était un des grands avocats de sa génération, un des meilleurs orateurs, parmi les esprits les plus fins et les plus intelligents du monde judiciaire. J'ai beaucoup de tristesse, j'avais beaucoup d'estime pour lui. ».

## Œuvres
- Les avocats du Marais ou le Barreau sous la Révolution, Paris, Imprimerie du Palais, 1961.
- La Prison, pour quoi faire ?, Paris, La table ronde, 1972.
- L'Abominable Docteur Petiot, Paris, Balland, 1974, rééd., Presses Pocket, 1989.
- La Liberté des temps difficiles, essai, La Table Ronde, 1976
- Le Droit au droit : pour un libéralisme constitutionnel, Paris, Presses universitaires de France, 1986.
- Criminologie : licence, 1986-1987, Paris, Les cours de droit, 1987.
- Criminologie : licence, 1987-1988, Paris, Les cours de droit, 1988.
- Le Possible et l'interdit : les devoirs du droit, Paris, La Table ronde, 1989.
- Poètes en prison : de Charles d'Orléans à Jean Genet, Paris, Perrin, 1989 (Couronné par l'Académie française, Prix du Palais littéraire).
- Le Droit au juge, Paris, Quai Voltaire, 1991.
- Le Procès de Nuremberg, Paris, Perrin, 1992, rééd. Hachette, 1993.
- La Défense de Louis XVI par Malesherbes, Tronchet et Desèze, précédée du procès-verbal de l'interrogatoire du Roi (avec Paul et Pierrette Girault de Coursac), François-Xavier de Guibert, 1993  (ISBN 2-86839-248-2)
- La Terreur judiciaire. La Révolution contre les Droits de l'Homme, Perrin, 1993.
- Les Procès d'Oscar Wilde : d'une prison à l'autre, Paris, Perrin, 1995.
- Le Procès Pétain, Paris, Perrin, 1995.
- Le Procès de Jésus crucifié sous Ponce Pilate, Paris, Plon, 1997
- Plaidoirie de Jean-Marc Varaut, devant la cour d'assises de la Gironde, au procès de Maurice Papon, fonctionnaire sous l'occupation, Paris, Plon, 1998.
- Pour la nation, Paris, Plon, 1999.
- Faut-il avoir peur des juges ?, Paris, Plon, 2000.
- Descartes, un cavalier français, Paris, Plon, 2002.

À titre posthume
- Un avocat pour l’Histoire : Mémoires interrompus, 1933-2005, Flammarion, 2007  (ISBN 978-2081200579). Préface  de Roland Dumas.

## Prix
- Prix Daudet 2002

## Sources biographiques
- Gilbert Guillaume, La vie et les travaux de Jean-Marc Varaut (1933-2005), site de l'Académie des sciences morales et politiques
- Jean-Marc Varaut, 65 ans, avocat de Maurice Papon, Libération, 24 mars 1998
- Jean-Marc Varaut, avocat, philosophe, défenseur de Maurice Papon, Le Monde,  27 mai 2005
- Notice nécrologique, par Jean Tulard, président de l'Académie des sciences morales et politiques